# Premis Oscar de 1997
Els Premis Oscar de 1997 (en anglès: 70th Academy Awards) foren presentats el dia 23 de març de 1998 en una cerimònia realitzada al Shrine Auditorium de Los Angeles.
L'esdeveniment fou presentat, per sisena vegada, per l'actor i comediant Billy Crystal.

## Curiositats
La pel·lícula més nominada, i gran guanyadora, de la nit fou Titanic de James Cameron, que aconseguí onze premis de 14 nominacions, empatant amb Tot sobre Eva pel que fa al nombre de nominacions i amb Ben Hur com la pel·lícula més guardonada de la història dels Premis Oscar. Així mateix fou el primer film guanyadora del premi a Millor Pel·lícula sense tenir nominat el seu guió des de Somriures i llàgrimes l'any 1965.
La pel·lícula Millor, impossible de James L. Brooks aconseguí guanyar els premis a millor actor i actriu principal, convertint-se en el setè film en aconseguir aquest fet. Per la seva banda, Helen Hunt, guanyadora del premi a millor actriu, es convertí en la primera actriu guanyadora d'aquest premi tenint una sèrie de televisió en antena al mateix moment, i Jack Nicholson, guanyador del premi a millor actor, es convertí en el quart actor en aconseguir tres premis Oscar interpretatius.
Kate Winslet i Gloria Stuart es convertiren en les primeres actrius en rebre sengles nominacions a millor actriu i actriu secundària pel mateix paper en una pel·lícula, el personatge de Rose DeWitt Bukater a Titanic. Així mateix Stuart es convertí, a l'edat de 87 anys, en l'actriu de més edat en ser nominada en qualsevol de les dues categories interpretatives.

## Premis
A continuació es mostren les pel·lícules que varen guanyar i que estigueren nominades a l'Oscar l'any 1997:
| Millor pel·lícula | Millor direcció |
| --- | --- |
| - Titanic (James Cameron i Jon Landau per a 20th Century Fox, Paramount Pictures i Lightstorm Entertainment) - The Full Monty (Uberto Pasolini per a Redwave Films i Channel Four Films) - Good Will Hunting (Lawrence Bender per a Lawrence Bender Productions) - L.A. Confidential (Arnon Milchan, Curtis Hanson i Michael Nathanson per a Regency Enterprises) - Millor, impossible (James L. Brooks, Bridgit Johnson i Kristi Zea per a Gracie Films) | - James Cameron per Titanic - Peter Cattaneo per The Full Monty - Gus Van Sant per Good Will Hunting - Curtis Hanson per L.A. Confidential - Atom Egoyan per The Sweet Hereafter |
| Millor actor | Millor actriu |
| - Jack Nicholson per Millor, impossible com a Melvin Udall - Matt Damon per Good Will Hunting com a Will Hunting - Robert Duvall per The Apostle com a Euliss "Sonny" Dewey (The Apostle) - Peter Fonda per Ulee's Gold com a Ulysses "Ulee" Jackson - Dustin Hoffman per La cortina de fum com a Stanley Motss | - Helen Hunt per Millor, impossible com a Carol Connelly - Helena Bonham Carter per Les ales del colom com a Kate Croy - Julie Christie per Afterglow com a Phyllis Mann - Judi Dench per Mrs. Brown com a Reina Victòria - Kate Winslet per Titanic com a Rose DeWitt Bukater |
| Millor actor secundari | Millor actriu secundària |
| - Robin Williams per Good Will Hunting com a Dr. Sean Maguire - Robert Forster per Jackie Brown com a Max Cherry - Anthony Hopkins per Amistad com a John Quincy Adams - Greg Kinnear per Millor, impossible com a Simon Bishop - Burt Reynolds per Boogie Nights com a Jack Horner | - Kim Basinger per L.A. Confidential com a Lynn Bracken - Joan Cusack per In & Out com a Emily Montgomery - Minnie Driver per Good Will Hunting com a Skylar Satenstein - Julianne Moore per Boogie Nights com a Amber Waves/Maggie - Gloria Stuart per Titanic com a Rose Dawson Calvert |
| Millor guió original | Millor guió adaptat |
| - Matt Damon i Ben Affleck per Good Will Hunting - Paul Thomas Anderson per Boogie Nights - Woody Allen per Desmuntant Harry - Simon Beaufoy per The Full Monty - Mark Andrus i James L. Brooks per Millor, impossible | - Brian Helgeland i Curtis Hanson per L.A. Confidential (sobre hist. de James Ellroy) - Hossein Amini per Les ales del colom (sobre hist. de Henry James) - David Mamet i Hilary Henkin per La cortina de fum (sobre hist. de Larry Beinhart) - Paul Attanasio per Donnie Brasco (sobre hist. de Joseph D. Pistone i Richard Woodley) - Atom Egoyan per The Sweet Hereafter (sobre hist. de Russell Banks) |
| Millor pel·lícula de parla no anglesa | Millor cançó original |
| - Caràcter de Mike van Diem (Països Baixos) - Jenseits der Stille de Caroline Link (Alemanya) - O Que É Isso, Companheiro? de Bruno Barreto (Brasil) - Secretos del corazón de Montxo Armendáriz (Espanya) - Vor de Pavel Txukhrai (Rússia) | - James Horner (música); Will Jennings (lletra) per Titanic ("My Heart Will Go On") - Stephen Flaherty (música); Lynn Ahrens (lletra) per Anastasia ("Journey to the Past") - Diane Warren (música i lletra) per Con Air per ("How Do I Live") - Elliott Smith (música i lletra) Good Will Hunting per ("Miss Misery") - Alan Menken (música); David Zippel (lletra) per Hèrcules ("Go the Distance")      |
| Millor banda sonora - drama | Millor banda sonora - comèdia o musical |
| - James Horner per Titanic - Danny Elfman per Good Will Hunting - Jerry Goldsmith per L.A. Confidential - John Williams per Amistad - Philip Glass per Kundun | - Anne Dudley per The Full Monty - Stephen Flaherty, Lynn Ahrens i David Newman per Anastasia - Danny Elfman per Homes de Negre - Hans Zimmer per Millor, impossible - James Newton Howard per My Best Friend's Wedding |
| Millor fotografia | Millor maquillatge |
| - Russell Carpenter per Titanic - Eduardo Serra per Les ales del colom - Janusz Kamiński per Amistad - Roger Deakins per Kundun - Dante Spinotti per L.A. Confidential | - Rick Baker i David LeRoy Anderson per Homes de Negre - Lisa Westcott, Veronica Brebner i Beverley Binda per Mrs. Brown - Tina Earnshaw, Greg Cannom i Simon Thompson per Titanic |
| Millor direcció artística | Millor vestuari |
| - Peter Lamont; Michael D. Ford per Titanic - Jan Roelfs; Nancy Nye per Gattaca - Bo Welch; Cheryl Carasik per Homes de Negre - Dante Ferretti; Francesca Lo Schiavo per Kundun - Jeannine Oppewall; Jay Hart per L.A. Confidential | - Deborah Lynn Scott per Titanic - Sandy Powell per Les ales del colom - Ruth E. Carter per Amistad - Dante Ferretti per Kundun - Janet Patterson per Oscar and Lucinda |
| Millor muntatge | Millor so |
| - Conrad Buff, James Cameron i Richard A. Harris per Titanic - Richard Francis-Bruce per Air Force One - Pietro Scalia per Good Will Hunting - Peter Honess per L.A. Confidential - Richard Marks per Millor, impossible | - Gary Rydstrom, Tom Johnson, Gary Summers i Mark Ulano per Titanic - Paul Massey, Rick Kline, Doug Hemphill i Keith A. Wester per Air Force One - Kevin O'Connell, Greg P. Russell i Art Rochester per Con Air - Randy Thom, Tom Johnson, Dennis S. Sands i William B. Kaplan per Contact - Andy Nelson, Anna Behlmer i Kirk Francis per L.A. Confidential                                                |
| Millors efectes visuals | Millors efectes sonors |
| - Robert Legato, Mark A. Lasoff, Thomas L. Fisher i Michael Kanfer per Titanic - Dennis Muren, Stan Winston, Randal Dutra i Michael Lantieri per The Lost World: Jurassic Park - Phil Tippett, Scott E. Anderson, Alec Gillis i John Richardson per Starship Troopers: Les brigades de l'espai | - Tom Bellfort i Christopher Boyes per Titanic - Mark Mangini per El cinquè element - Mark Stoeckinger i Per Hallberg per Face/Off |
| Millor documental | Millor curtmetratge documental |
| - The Long Way Home de Rabbi Marvin Hier i Richard Trank - 4 Little Girls de Spike Lee i Sam Pollard - Ayn Rand: A Sense of Life de Michael Paxton - Colors Straight Up de Michèle Ohayon i Julia Schachter - Waco: The Rules of Engagement de Dan Gifford i William Gazecki | - A Story of Healing de Donna Dewey i Carol Pasternak - Alaska: Spirit of the Wild de George Casey i Paul Novros - Amazon de Kieth Merrill i Jonathan Stern - Family Video Diaries: Daughter of the Bride de Terri Randall - Still Kicking: The Fabulous Palm Springs Follies de Mel Damski i Andrea Blaugrund                                                                                             |
| Millor curtmetratge | Millor curtmetratge d'animació |
| - Visas and Virtue de Chris Tashima i Chris Donahue - Dance Lexie Dance de Tim Loane - It's Good to Talk de Roger Goldby i Barney Reisz - Sweethearts?'' de Birger Larsen i Thomas Lydholm - Wolfgang d'Anders Thomas Jensen i Kim Magnusson | - Geri's Game de Jan Pinkava - Famous Fred'' de Joanna Quinn - La vieille dame et les pigeons de Sylvain Chomet - Redux Riding Hood de Steve Moore i Dan O'Shannon - Rusalka d'Alexander Petrov |

## Premi Honorífic
- Stanley Donen - en reconeixement d'un conjunt de feina marcada en la gràcia, elegància, enginy i innovació visual. [estatueta]

## Múltiples nominacions i premis
| Nominacions | Pel·lícula          |
| ----------- | ------------------- |
| 14          | Titanic             |
| 9           | Good Will Hunting   |
| 9           | L.A. Confidential   |
| 7           | Millor, impossible  |
| 4           | Les ales del colom  |
| 4           | Amistad             |
| 4           | The Full Monty      |
| 4           | Kundun              |
| 3           | Boogie Nights       |
| 3           | Homes de Negre      |
| 2           | Air Force One       |
| 2           | Anastasia           |
| 2           | Con Air             |
| 2           | La cortina de fum   |
| 2           | Mrs. Brown          |
| 2           | The Sweet Hereafter |

| Premis | Pel·lícula         |
| ------ | ------------------ |
| 11     | Titanic            |
| 2      | Good Will Hunting  |
| 2      | L.A. Confidential  |
| 2      | Millor, impossible |